# 花红
花红（学名：Malus asiatica），又名沙果（河北）、文林郎果（本草纲目）、文林果、林檎，是蔷薇科苹果属的植物。 花红的花粉红色。老枝暗紫褐色，无毛，有稀疏浅色皮孔；冬芽卵形，先端急尖，初时密被柔毛，逐渐脱落，灰红色。果实球形，黄绿色带微红，果皮脆而韧，果肉黄白色，有清香味，花期4-5月，果期8-9月。
主要分布于中国内蒙古、辽宁、河北、河南、山东、山西、陕西、甘肃等地。生长于海拔50-2800米的山坡阳处、平原砂地。
花红可加工制成果干、果丹皮或酿酒； 叶卵形或椭圆形，呈黄色或淡红色，香艳可爱，为花果观赏树木。

## 形态
落叶小乔木，叶卵形或椭圆形，顶端骤尖，边缘有极细锯齿。春夏之交开花，在枝顶伞形排列，花梗、花萼均有茸毛，花蕾时红色，开后色褪而带红晕。果实秋成熟，扁圆形，直径4－5厘米，黄或红色，生食味似苹果。

## 繁殖方法
花红繁殖以嫁接为主，砧木选用山荆子、海棠果、苹果实生苗、根蘖苗。若选用矮化砧木如EM7、EM26、MM106等，树体更紧凑，更易提前结果。根蘖苗可以通过平茬和加强水肥管理来培育健壮根蘖苗，春季将母株掘出，分成若干个有枝有根的完整苗木，直接剪干接枝。或将根蘖苗再栽植培养1年后嫁接。

## 分布
普遍分布于中国大陆的黄河和长江流域一带，生长于海拔50米至1,300米的地区，常生长在生山坡、平地和山谷梯田边，变种颇多，可用嫁接、播种、分株等法繁殖，是中国的特有植物。

## 主要价值

### 食用
果除鲜食品外，还可以加工制成果干、果丹皮或酿酒。 [1] 

### 观赏
花红春花灿烂如霞，夏末秋初果色或橙黄或脂红，让人赏心悦目。树型较小，适宜栽植于庭院各处。与竹子、桂花等中国传统的常绿花木相结合组景，有疏透适度，浓淡相宜之美。室内观果要放在有阳光的窗前、阳台。 [4] 
花红树姿优雅，花、果均十分美丽，适宜在庭院少量栽种，也可以在山区土壤深厚的地方栽种，以吸引鸟类和啮齿类野生动物。 [2] 

## 延伸阅读
[在维基数据编辑]
 《欽定古今圖書集成·博物彙編·草木典·林檎部》，出自陈梦雷《古今圖書集成》